# 2147 Kharadze
2147 Kharadze eller 1976 US är en asteroid i huvudbältet som upptäcktes den 25 oktober 1976 av den danske astronomen Richard West vid La Silla-observatoriet. Den är uppkallad efter den sovjetiske och georgiske astronomen och statsmannen Evgeni Charadze (1907–2001).
Asteroiden har en diameter på ungefär tjugotre kilometer och den tillhör asteroidgruppen Veritas.